# 글렌 핸사드
글렌 핸사드(Glen Hansard, 1970년 4월 21일 ~ )은 아일랜드의 음악가이다. 밴드 더 프레임즈로 데뷔하였고, 마르케타 이르글로바와 같이 출연한 아일랜드 독립영화 원스(Once)에 출연하였다. 독립영화로써 전 세계에서 흥행에 성공하였고, 원스의 OST가 인기를 끌었다. OST의 'Falling Slowly' 로 제80회 아카데미상 주제가상을 받았으며, OST는 그래미상에 후보로 오르기도 했다. 현재는 마르케타 이르글로바와 함께 듀엣밴드인 스웰 시즌으로도 활동하고 있다.

## 출연 작품

### 영화
- 2006년 원스 - 그 역